# Zweden op de Olympische Zomerspelen 2000
Zweden nam deel aan de Olympische Zomerspelen 2000 in Sydney, Australië. Net als vier jaar eerder haalde het vier gouden medailles. Alleen het aantal zilver en brons was dit keer minder.

## Medailleoverzicht
| Sport       | Olympiër                                                                                | Discipline                | Medaille |
| ----------- | --------------------------------------------------------------------------------------- | ------------------------- | -------- |
| Schietsport | Pia Hansen                                                                              | dubbeltrap(v)             | Goud     |
| Schietsport | Jonas Edman                                                                             | kkgeweer 50 m liggend (m) | Goud     |
| Zwemmen     | Lars Frolander                                                                          | 100m vlinderslag (m)      | Goud     |
| Worstelen   | Mikael Ljungberg                                                                        | Grieks-Romeins >97 kg (m) | Goud     |
| Zwemmen     | Therese Alshammar                                                                       | 50 m vrije slag (v)       | Zilver   |
| Zwemmen     | Therese Alshammar                                                                       | 100 m vrije slag (v)      | Zilver   |
| Tafeltennis | Jan-Ove Waldner                                                                         | herenenkel                | Zilver   |
| Kano        | Henrik Nilsson Markus Oscarsson                                                         | K2 - 1000m (m)            | Zilver   |
| Handbal     | Olympisch team                                                                          | handbal (m)               | Zilver   |
| Atletiek    | Kajsa Bergqvist                                                                         | hoogspringen (v)          | Brons    |
| Zeilen      | Frederik Lööf                                                                           | Finn (m)                  | Brons    |
| Zwemmen     | Therese Alshammar Louise Jöhncke Anna-Karin Kammerling Johanna Sjöberg Malin Svahnström | 4 x 100 m vrije slag (v)  | Brons    |

## Resultaten en deelnemers per onderdeel

### Atletiek
- Kajsa Bergqvist
- Patrik Bodén
- Henrik Dagård
- Martin Eriksson
- Peter Häggström
- Stefan Holm
- Camilla Johansson
- Erica Johansson
- Patrik Kristiansson
- Robert Kronberg
- Christian Olsson
- Anna Söderberg
- Staffan Strand
- Mattias Sunneborn

### Badminton
- Peter Axelsson
- Fredrik Bergström
- Tomas Johansson
- Pär-Gunnar Jönsson
- Jenny Karlsson
- Rasmus Wengberg

### Beachvolleybal
- Björn Berg
- Simon Dahl

### Boogschieten
- Petra Ericsson
- Mattias Eriksson
- Niklas Eriksson
- Karin Larsson
- Kristina Persson-Nordlander
- Magnus Petersson

### Handbal
- Magnus Andersson
- Martin Boquist
- Martin Frändesjö
- Mathias Franzén
- Peter Gentzel
- Andreas Larsson
- Ola Lindgren
- Stefan Lövgren
- Staffan Olsson
- Johan Petersson
- Tomas Svensson
- Tomas Sivertsson
- Pierre Thorsson
- Ljubomir Vranjes
- Magnus Wislander

### Judo
- Pernilla Andersson
- Gabriel Bengtsson

### Kanovaren
- Henrik Nilsson
- Markus Oscarsson
- Johan Eriksson
- Ingela Ericsson
- Jonas Fager
- Anders Gustafsson
- Erik Lindeberg
- Anna Olsson
- Niklaes Persson
- Anders Svensson

### Moderne vijfkamp
- Michael Brandt
- Jeanette Malm

### Paardensport
- Sofia Andler
- Malin Baryard-Johnsson
- Lisen Bratt
- Jan Brink
- Maria Gretzer
- Pether Markne
- Helena Lundbäck
- Paula Törnqvist
- Tinne Wilhelmsson-Silfvén

### Roeien
- Anders Båtemyr
- Maria Brandin
- Josef Källström

### Schermen
- Péter Vánky

### Schietsport
- Jonas Edman
- Pia Hansen
- Roger Hansson
- Tomas Johansson
- Conny Persson
- Monica Rundqvist

### Schoonspringen
- Anna Lindberg

### Taekwondo
- Roman Livaja
- Marcus Thorén

### Tafeltennis
- Fredrik Håkansson
- Peter Karlsson
- Åsa Svensson
- Marie Svensson
- Jörgen Persson
- Jan-Ove Waldner

### Tennis
- Thomas Johansson
- Nicklas Kulti
- Magnus Norman
- Mikael Tillström
- Andreas Vinciguerra

### Triatlon
- Joachim Willén

### Voetbal

#### Vrouwentoernooi
- Selectie
  - Malin Andersson
  - Kristin Bengtsson
  - Linda Fagerström
  - Sara Johansson
  - Caroline Jönsson
  - Sara Larsson
  - Hanna Ljungberg
  - Hanna Marklund
  - Malin Moström
  - Tina Nordlund
  - Cecilia Sandell
  - Therese Sjögran
  - Victoria Svensson
  - Malin Swedberg
  - Jane Törnqvist
  - Karolina Westberg
- Bondscoach
  - Marika Domanski Lyfors

### Wielersport
- Michael Andersson
- Magnus Bäckstedt
- Martin Rittsel
- Michel Lafis
- Glenn Magnusson

### Worstelen
- Eddy Bengtsson
- Mikael Ljungberg
- Ara Abrahamian
- Mattias Schoberg
- Martin Lidberg

### Zeilen
- Magnus Augustson
- Johan Barne
- Lena Carlsson
- Agneta Engström
- John Harrysson
- Mats Johansson
- Magnus Lövdén
- Leif Möller
- Johan Molund
- Fredrik Palm
- Mattias Rahm
- Patrik Sandström
- Martin Strandberg
- Karl Suneson
- Therese Torgersson
- Hans Wallén

### Zwemmen
- Therese Alshammar
- Lars Frölander
- Louise Jöhncke
- Anna-Karin Kammerling
- Josefin Lillhage
- Fredrik Lööf
- Johanna Sjöberg
- Malin Svahnström
- Daniel Carlsson
- Martin Gustavsson
- Stefan Nystrand
- Johan Nyström
- Mattias Ohlin
- Emma Igelström
- Patrik Isaksson
- Camilla Johansson
- Johan Wallberg

Albanië · Algerije · Amerikaanse Maagdeneilanden · Amerikaans-Samoa · Andorra · Angola · Antigua en Barbuda · Argentinië · Armenië · Aruba · Australië · Azerbeidzjan · Bahama's · Bahrein · Bangladesh · Barbados · België · Belize · Benin · Bermuda · Bhutan · Bolivia · Bosnië en Herzegovina · Botswana · Brazilië · Britse Maagdeneilanden · Brunei · Bulgarije · Burkina Faso · Burundi · Cambodja · Canada · Centraal-Afrikaanse Republiek · Chili · China · Chinees Taipei · Colombia · Comoren · Congo-Brazzaville · Congo-Kinshasa · Cookeilanden · Costa Rica · Cuba · Cyprus · Denemarken · Djibouti · Dominica · Dominicaanse Republiek · Duitsland · Ecuador · Egypte · El Salvador · Equatoriaal-Guinea · Eritrea · Estland · Ethiopië · Fiji · Filipijnen · Finland · Frankrijk · Gabon · Gambia · Georgië · Ghana · Grenada · Griekenland · Groot-Brittannië · Guam · Guatemala · Guinee · Guinee‑Bissau · Guyana · Haïti · Honduras · Hongarije · Hongkong · Ierland · IJsland · India · Indonesië · Irak · Iran · Israël · Italië · Ivoorkust · Jamaica · Japan · Jemen · Joegoslavië · Jordanië · Kaaimaneilanden · Kaapverdië · Kameroen · Kazachstan · Kenia · Kirgizië · Koeweit · Kroatië · Laos · Lesotho · Letland · Libanon · Liberia · Libië · Liechtenstein · Litouwen · Luxemburg · Macedonië · Madagaskar · Malawi · Malediven · Maleisië · Mali · Malta · Marokko · Mauritanië · Mauritius · Mexico · Micronesië · Moldavië · Monaco · Mongolië · Mozambique · Myanmar · Namibië · Nauru · Nederland · Nederlandse Antillen · Nepal · Nicaragua · Nieuw-Zeeland · Niger · Nigeria · Noord-Korea · Noorwegen · Oeganda · Oekraïne · Oezbekistan · Oman · Oostenrijk · Pakistan · Palau · Palestina · Panama · Papoea-Nieuw-Guinea · Paraguay · Peru · Polen · Portugal · Puerto Rico · Qatar · Roemenië · Rusland · Rwanda · Saint Kitts en Nevis · Saint Lucia · Saint Vincent en Grenadines · Salomonseilanden · Samoa · San Marino ·  Sao Tomé en Principe · Saoedi-Arabië · Senegal · Seychellen · Sierra Leone · Singapore · Slovenië · Slowakije · Soedan · Somalië · Spanje · Sri Lanka · Suriname · Swaziland · Syrië · Tadzjikistan · Tanzania · Thailand · Togo · Tonga · Trinidad en Tobago · Tsjaad · Tsjechië · Tunesië · Turkije · Turkmenistan · Uruguay · Vanuatu · Venezuela · Verenigde Arabische Emiraten · Verenigde Staten · Vietnam · Wit-Rusland · Zambia · Zimbabwe · Zuid-Afrika · Zuid-Korea · Zweden · Zwitserland · Individuele olympische atleten